# Raheem Ramlan Tuwan Gafoor
Raheem Ramlan Tuwan Gafoor (* 11. September 1979) ist ein sri-lankischer Fußballspieler.

## Verein
Raheem Ramlan Tuwan Gafoor, der als Mittelfeldspieler eingesetzt wird, spielt mindestens seit der Saison 2002/2003 bei Air Force Colombo.

## Nationalmannschaft
Zudem ist er Mitglied der sri-lankischen Fußballnationalmannschaft. Raheem machte sein Debüt am 21. Oktober 2007 bei der 0:1-Niederlage gegen Katar in der ersten Runde der Qualifikation zur Fußballweltmeisterschaft 2010 der Asian Football Confederation. Er nahm mit der sri-lankischen Fußballnationalmannschaft am AFC Challenge Cup 2008 teil. Bei diesem Turnier trug er die Rückennummer 19. Insgesamt absolvierte er bislang 16 Länderspiele für Sri Lanka. Einen persönlichen Torerfolg kann er dabei nicht vorweisen.